# Krankenversichertenkarte
Die deutsche Krankenversichertenkarte oder auch Krankenversicherungskarte (kurz: KV-Karte oder auch KVK) war bis zum 31. Dezember 2014 eine Speicher-Chipkarte für gesetzlich Krankenversicherte, die dem Nachweis der Berechtigung zur Inanspruchnahme von Leistungen im Rahmen der vertragsärztlichen Versorgung sowie für die Abrechnung mit den Leistungserbringern diente. Sie sollte ursprünglich bereits zum 1. Januar 1992 eingeführt werden und den „Krankenschein“ ersetzen. Sie wurde aber erst verspätet am 1. Januar 1995 eingeführt und wurde seit 2012 sukzessive durch die elektronische Gesundheitskarte (eGK) ersetzt. Bereits Ende der 1970er Jahre wurde ein Versuch gestartet, den Krankenschein durch eine Karte im Scheckkartenformat („Versichertenausweis“) abzulösen, was jedoch über Pilotprojekte z. B. im Kreis Rendsburg-Eckernförde nicht hinaus kam.
Der GKV-Spitzenverband verbreitete Anfang Oktober 2013 die Nachricht, die Krankenversichertenkarte sei nur noch bis zum 31. Dezember 2013 gültig. Zum 1. Januar 2014 würde die Krankenversichertenkarte endgültig von der eGK ersetzt. Patienten würden mit der alten Karte ab Neujahr 2014 zwar noch behandelt, müssten ihre Behandlung unter Umständen jedoch selbst zahlen.
Tatsächlich wurde dies jedoch erst zum Jahreswechsel 2014/2015 umgesetzt. Seit dem 1. Januar 2015 können die Krankenversichertenkarten nicht mehr eingelesen werden, und zwar unabhängig von dem auf ihr angebrachten Gültigkeitsdatum. Ausschließlich die elektronische Gesundheitskarte – mit und ohne Bild – ist nunmehr gültig.

## Hintergründe
Die rechtlichen Rahmenbedingungen für die Krankenversichertenkarte sind in § 291 Fünftes Buch Sozialgesetzbuch (SGB V) geregelt. Die Krankenversichertenkarte wird seit 2012 sukzessive durch die elektronische Gesundheitskarte (eGK) ersetzt.
Seit Mitte 2005 befand sich auf der Rückseite neu ausgegebener Krankenversichertenkarten mancher Krankenkassen das ursprünglich separat zu beantragende Formular E 111 („Electronic Health Insurance Card“ siehe Auslandskrankenschein) für die Inanspruchnahme von Versicherungsleistungen in den 27 Ländern der EU inklusive dazugehöriger inner- und außereuropäischer Staatsgebiete sowie in Island, Liechtenstein, Norwegen und der Schweiz. Einige Kassen (zum Beispiel die landwirtschaftlichen Krankenkassen) stellten die EHIC als gesonderte Karte zur Verfügung.
Papier ist dadurch jedoch nach wie vor nicht entbehrlich geworden: Bei akuten Verhältnissen stellen die Krankenkassen „persönliche Ersatzbescheinigungen“ (PEB) aus.

## Gestaltung
Das Aussehen der Krankenversichertenkarte ist in einer Technischen Spezifikation festgelegt.
Danach entsprechen die Abmessungen der Versichertenkarte dem ID-1-Format nach ISO/IEC 7810, ihre Grundfarbe ist weiß. Einheitliches und unverwechselbares Erkennungszeichen ist das Kartenlogo auf der rechten Seite. Es besteht aus einer Darstellung des Menschen in seinen Proportionen nach einer Zeichnung von Leonardo da Vinci, dem sogenannten vitruvianischen Menschen, der die Anwendung der Karte im Gesundheitswesen kennzeichnen soll. Ergänzt wird das Logo durch die Bezeichnung „Versichertenkarte“ und einen Halbbogen in den nationalen Farben Schwarz, Rot und Gold zur Kennzeichnung des Anwendungsbereichs.
Bei Nutzung der Versichertenkarte durch sonstige Kostenträger dürfen das Kartenlogo der gesetzlichen Krankenversicherung (vitruvianischer Mensch) sowie der schwarz-rot-goldene Farbbogen nicht verwendet werden.

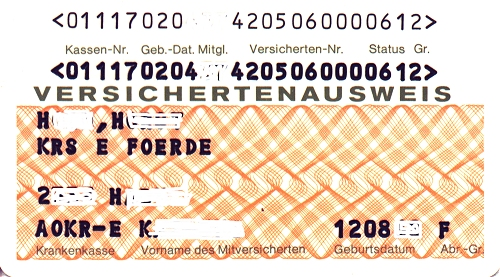
Krankenversichertenkarte des Modellversuchs.
Krankenversichertenkarte der ersten Generation.
Krankenversichertenkarte von der AOK.
Krankenversichertenkarte einer Betriebskrankenkasse.
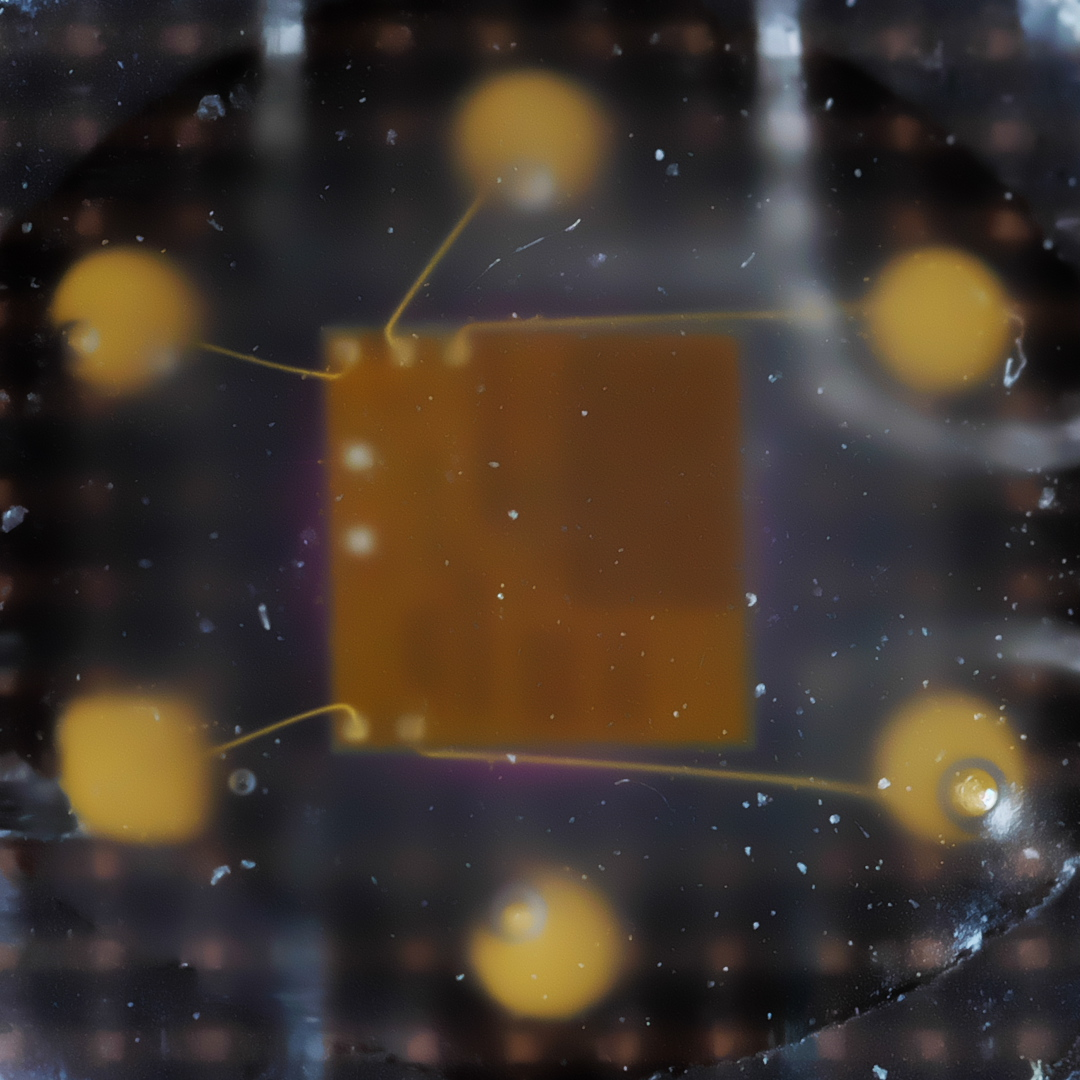
Rückseite der sechs Kontaktfelder, die mit Golddrähten mit dem zirka drei Millimeter mal drei Millimeter großen, quadratischen Chip verbunden sind, unter transparentem Kunststoff.

### Gespeicherte Daten des Versicherten
- Bezeichnung und Ort der ausstellenden Krankenkasse
- Kassennummer oder Institutionskennzeichen
- Kartennummer
- Titel (optional)
- Vorname
- Namenszusatz (optional)
- Familienname
- Geburtsdatum
- Ländercode (optional, wenn nicht vorhanden: Deutschland)
- Anschrift (Postleitzahl, Ort und Straße)
- Krankenversichertennummer
- Versichertenstatus
- bei befristeter Gültigkeit der Karte der Monat des Fristablaufs. Üblich bei ausreichend langer Mitgliedschaft sind Gültigkeitsdauern von fünf bis zehn Jahren oder auch mehr.
- Kennzeichen bei Teilnehmern an einem Disease-Management-Programm
- 1 Byte XOR-Prüfsumme über die gesamten Versichertendaten

Die KVK sollte seit dem 1. Januar 1995 auch ein Lichtbild für über Fünfzehnjährige gem. § 291 Abs. 2 SGB V enthalten. Diese Regelung wurde zum 1. Januar 1996 Pflicht, aber sie wurde erst ab 2012 mit Einführung der eGK umgesetzt. Zusätzliche Daten darf die Krankenversicherungskarte nicht enthalten. Die Karte ist technisch auch nicht geeignet, größere Mengen weiterer Daten darauf zu speichern, da sie maximal 256 Byte Speicher besitzt, von denen bereits etwa 30 Byte zur internen Beschreibung der Karte benötigt werden.
In Österreich ist für ähnliche Zwecke die e-card in Verwendung.

## Die Zahl im Status-Feld
Eine Aufschlüsselung der einzelnen Zahlen:
- 1 = Versicherungspflichtige und -berechtigte
- 3 = Familienversicherte
- 5 = Rentner in der Krankenversicherung der Rentner und deren familienversicherten Angehörige